# Eselborn
Eselborn (franska) (luxemburgiska: Eeselbuer lyssna (fil), tyska: Eselborn) är en ort i kantonen Clervaux i norra Luxemburg. Den ligger i kommunen Clervaux, cirka 51 kilometer norr om staden Luxemburg. Orten har 496 invånare (2022).